# Adolf Zdrazila

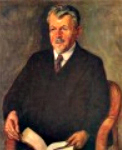
Porträt des Malers Adolf Zdrasila

Adolf Zdrazila (auch Adolf Zdrasila) (* 8. Dezember 1868 in Poruba in Österreichisch-Schlesien; † 23. Mai 1942 in Troppau, Reichsgau Sudetenland) war ein schlesischer Maler und Grafiker und eine bedeutende Persönlichkeit auf dem Gebiet des schlesischen Kulturlebens in der ersten Hälfte des 20. Jahrhunderts. Er war Gründer der Künstlerkolonie Berg bei Böheimkirchen und 1919 Gründer und langjähriger Vorsitzender der Vereinigung bildender Künstler Schlesiens in Troppau (Verband der Maler Schlesiens).
Er ist als Maler schlesischer Landschaften bekannt, schuf aber auch Porträts, Genreszenen, Stillleben und Sakrale Kunst.

## Leben

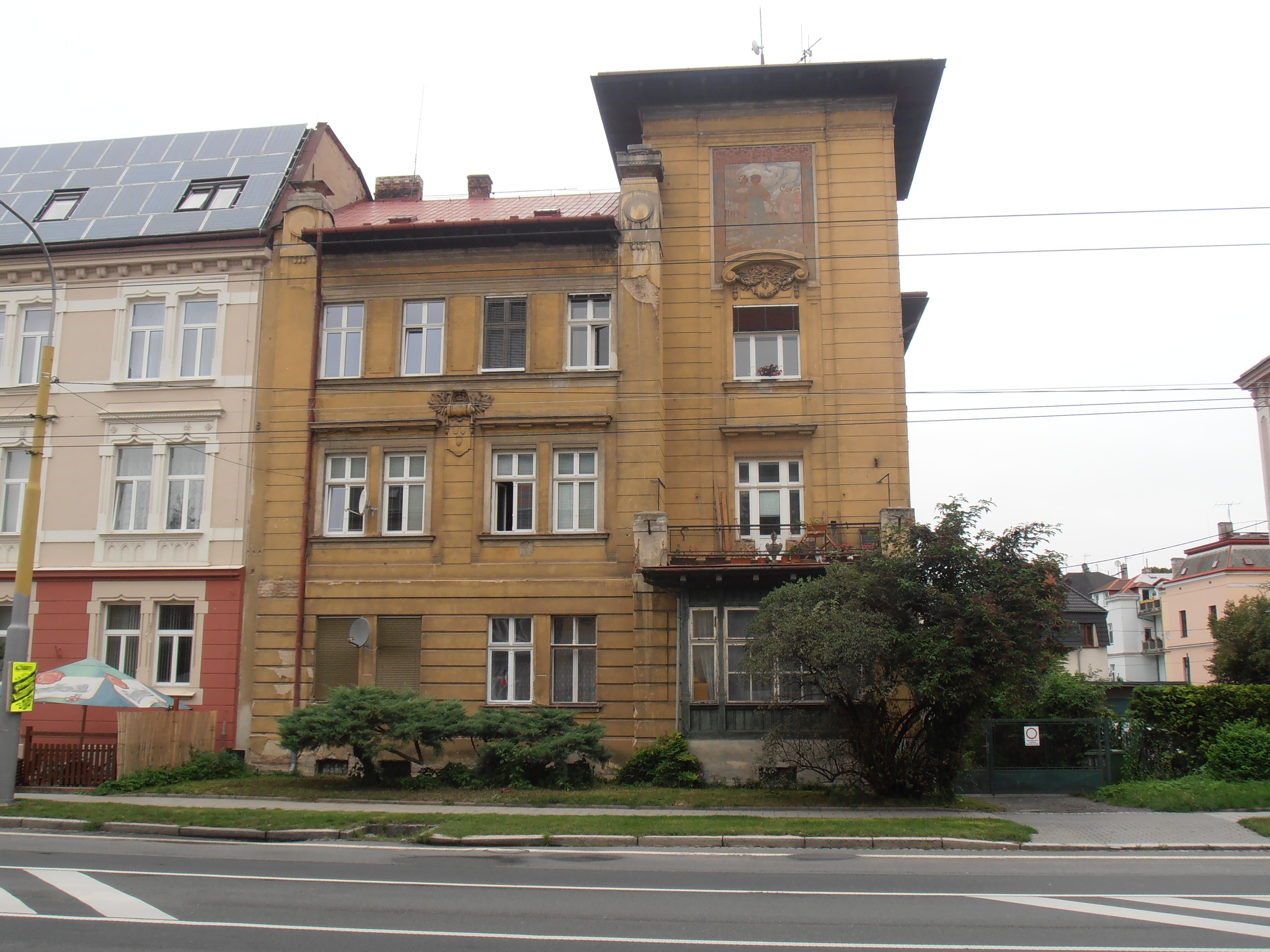
Wohnhaus des Malers Adolf Zdrasila in Troppau mit dem Fresko: Mädchen in sonniger Landschaft

Adolf Zdrazila wurde als Sohn des Schneiders Johann Zdrazila und seiner Frau Johanna, geb. Holan, in Poruba in Österreichisch-Schlesien, jetzt ein Vorort von Mährisch-Ostrau, geboren. Schon in jungen Jahren zeigte er Interesse an der Malerei. Nach Abschluss der Bürgerschule absolvierte er eine Lehre zum Dekorationsmaler und ging dann 1893 nach Wien, um an der Akademie der bildenden Künste in Wien bei dem Landschaftsmaler Eduard Peithner von Lichtenfels (1833–1913) und dem Grafiker William Unger (1837–1932) zu studieren. Ab März 1894 besuchte er bei Peithner von Lichtenfels die Spezialklasse für Landschaftsmalerei. Von Wien aus unternahm er Studienreisen in die nähere Umgebung und in die österreichischen Alpen, wo er direkt in der Natur malte. Dabei wurde er von einigen Wiener Malern durch ein Stipendium unterstützt. Auf Grund seiner hervorragenden Studienleistungen wurde er 1896 mit dem Gundel-Preis und 1897/98 mit dem Rosenbaum-Preis ausgezeichnet und erhielt das schlesische Staatsstipendium und das sogenannte Koch-Stipendium.
Noch während seines Studiums 1895 heiratete er in Troppau Rosalia Tatzel, die Tochter des Tischlermeisters Eduard Tatzel. Aus der Ehe gingen drei Töchter hervor: Camilla, Martha und Olga.
Als er im Jahr 1898 ein staatliches Reisestipendium in Höhe von 1.800 Gulden für ein Jahr erhalten hatte, verließ er Wien, um sein Studium in München und danach in Karlsruhe an der Großherzoglich Badischen Kunstakademie
fortzusetzen, wo er Schüler von Gustav Schönleber (1851–1917), Leopold von Kalckreuth (1855–1928) und Friedrich Kallmorgen (1856–1924) wurde.
Er unternahm Studienreisen nach Paris, Brüssel sowie in die Niederlande und besuchte die Künstlerkolonie Worpswede. Im Jahr 1899 kehrte er mach Troppau zurück und ließ sich mit seiner Familie im Haus seiner Schwiegermutter Karolina Tatzel in der Olmützer Straße 56 nieder.
Er wurde Mitglied des Wiener Kunstvereins und der Wiener Secession und knüpfte Kontakte zum Architekten Leopold Bauer (1872–1938). Im Frühjahr 1902 ging er nach Berg bei Böheimkirchen (bei St. Pölten in Niederösterreich), wo er zusammen mit seinen Freunden Josef Jungwirth (1869–1950) und Franz Schuster eine Künstlerkolonie nach dem Vorbild von Worpswede gründete. Er verbrachte zwei Jahre in der Kolonie. Mit seiner Familie hielt er sich auch mehrmals im niederösterreichischen Kirchweg (jetzt OT von Pyhra) auf.
Neben Aufenthalten in Wien verbrachte Adolf Zdrazila auch einige Zeit in München und wurde dort Mitglied der Münchner Secession.

### Rückkehr nach Troppau
Im Jahr 1904 ließ er sich endgültig in Troppau nieder. Er wohnte mit seiner Familie im Haus seiner Schwiegermutter Karolina Tatzel in der Olmützer Straße 56 (jetzt Olomoucká 458/56), das um 1900 vom Baumeister Josef Hruschka im Jugendstil errichtet worden war. Er schmückte die Fassade des Hauses mit dem Fresko „Mädchen in sonniger Landschaft“. Hier pflegte er eine intensive Zusammenarbeit mit Edmund Wilhelm Braun, dem Direktor des Kunstgewerbemuseums Troppau, insbesondere im Rahmen eines Projekts zur Erhaltung der schlesischen Kultur. Sie begannen mit der Sammlung von Gegenständen der schlesischen Kultur, um sie im Museum zu bewahren und als Teil der ständigen Sammlung des Gewerbemuseums auszustellen. Die Sammlung umfasste Volkstrachten, Möbel, Stickereien, Glas und Keramik. Im Rahmen dieses Projekts hat er auch zahlreiche Ansichten von historischen Gebäuden in Troppau und der Umgebung geschaffen.
Zdrazila war auch anderweitig am Schlesischen Landesmuseum tätig, so leitete er von 1905 bis 1908 am Museum auch Zeichen- und Malkurse sowie einen Kurs für grafische Techniken.
Zu seinen bedeutendsten Schülern dieser Zeit in Troppau gehörten u. a. Valentin Držkovic (1888–1969), Helmut Krommer (1891–1973), Leo Haas (1901–1983), Egon Josef Kossuth (1874–1949) und Eduard Balzer sowie die Schülerinnen Toni Prunner und Helli Neudeck
Außerdem entstanden in dieser Zeit ein grafischer Zyklus Dornröschen und zahlreiche grafische Arbeiten für das Museum, z. B. Farbholzschnitte für kunstgewerbliche Aussteller, ein Diplom für Erzbischof Georg von Kopp, ein Grafikblatt zum Jubiläum des Troppauer Gesangsvereins (1902) und ein Kunstwerbeplakat für die Stadt Troppau.
Als Musikliebhaber wurde er Mitglied des Vereins „Schlesische Symphonie“, baute sich eine kleine Heimorgel und knüpfte zahlreiche Verbindungen zu schlesischen zeitgenössischen Künstlern, z. B. zum Musiker Ludwig Grande (1865–1940), dem Komponisten der „Schlesischen Symphonie“, und zum Schriftsteller Viktor Heeger (1858–1935).

### Nach dem Ersten Weltkrieg
Im Ersten Weltkrieg wurde Zdrazila 1917 als Einjährig-Freiwilliger für das Miliz-Infanterieregiment Nr. 15 in Troppau einberufen. Ab Februar 1918 war er Mitglied der Künstlergruppe der Kriegspresseabteilung und arbeitete als Kriegsmaler. Der Krieg führte ihn nach Italien, Serbien und Russland. Nach dem Krieg kehrte er als Leutnant nach Hause zurück.
Im Jahr 1919 wurde Adolf Zdrazila Gründer und langjähriger Vorsitzender der Vereinigung bildender Künstler Schlesiens in Troppau – Verband der Maler Schlesiens, der seinen Sitz in Troppau hatte und die bekanntesten Maler wie Richard Assmann (1887–1965), Helmut Krommer, Raimund Mosler (1886–1959), Fritz Kruspersky (1911–1996), Leo Haas, Ida Fauster (1871–1943), Helli Neudeck und andere zusammenführte.
In den 1920er Jahren schuf er zahlreiche Werke der Sakralmalerei in den Kirchen der Troppauer Region. Mit dem Architekten Leopold Bauer hat er zahlreiche gemeinsame Projekte realisiert, z. B. beim Bau der Kirche St. Hedwig in Troppau von 1933 bis 1938.
Bis zu seinem Lebensende hat er weitere zahlreiche Werke im Atelier seines Hauses geschaffen.
Adolf Zdrazila starb am 23. Mai 1942 im Alter von fast 74 Jahren und ist auf dem städtischen Friedhof in Troppau begraben.

## Schaffen

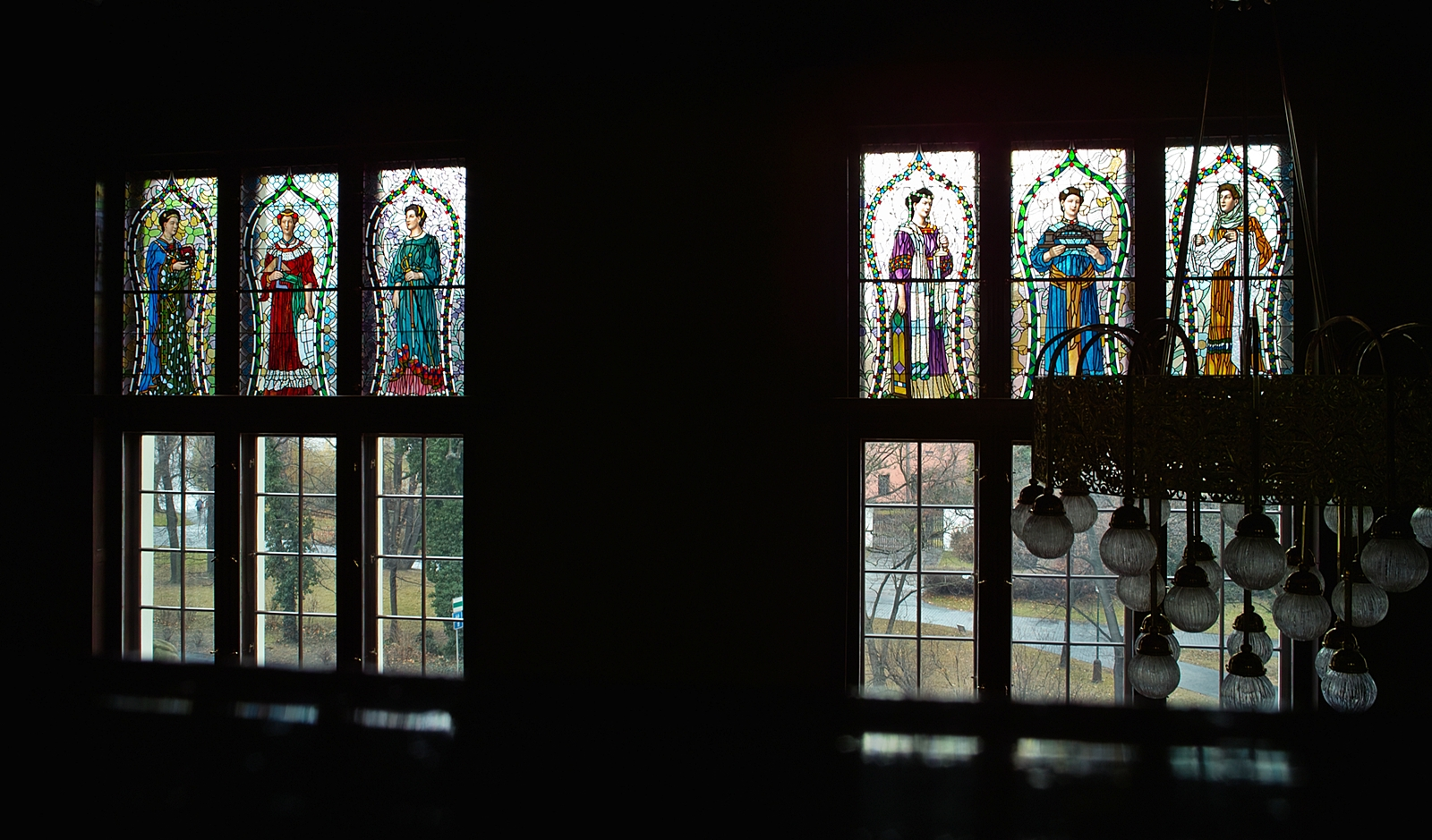
Glasfenster in der ehemaligen Handels- und Gewerbekammer

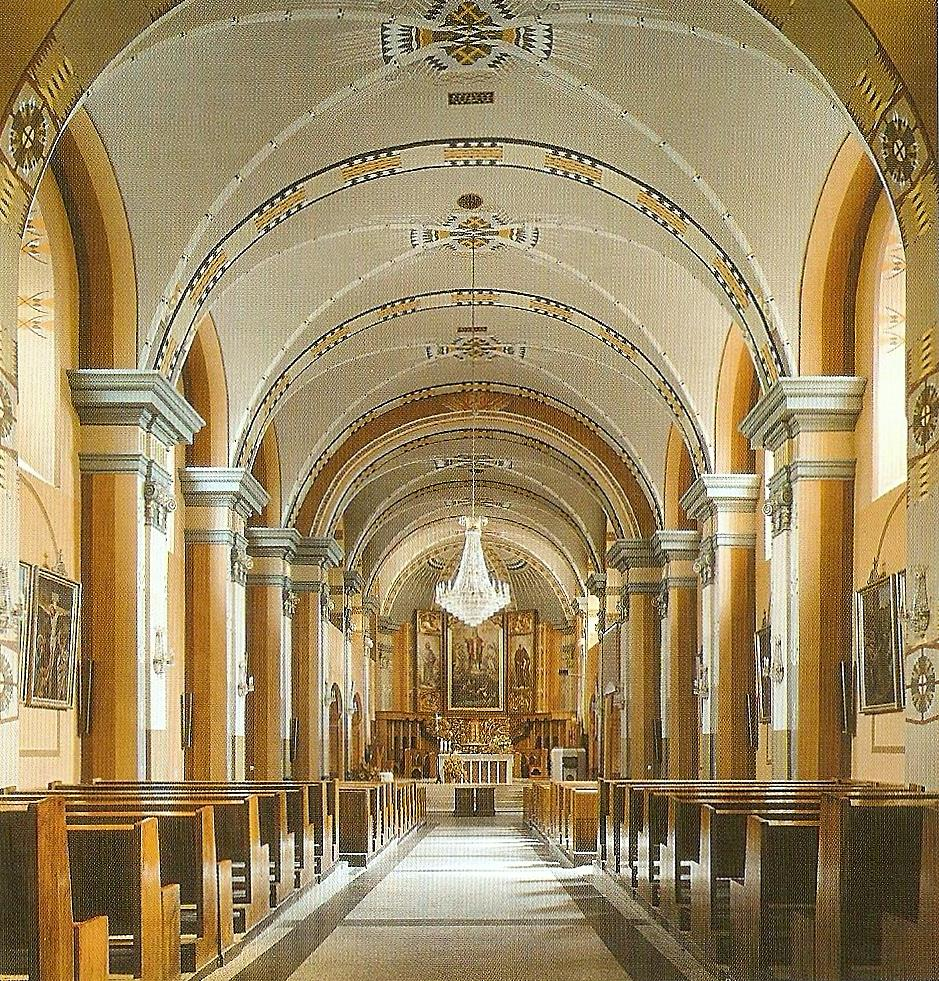
Gestaltung der Lünettenbögen in der Nikolauskirche in Bielsko-Biała (Bielitz-Biala)

Nach seiner Rückkehr nach Troppau im Jahr 1904 war Zdrazila an der Dekoration zahlreicher Gebäude in der Stadt beteiligt, z. B. bei der Ausmalung der Kapelle, des Refektoriums und des Dormitoriums des Schlesischen Landesinstituts für Geisteskranke.
Im Jahr 1909 entwarf er auch die Innenausstattung für den Ausstellungspavillon im Stadtgarten.
Hier lernte er auch den Architekten Leopold Bauer kennen, mit dem er in den folgenden Jahren bei mehreren Projekten eng zusammenarbeitete. So entwarf er im Jahr 1909 die Farbglasfenster für den Sitzungssaal des Gebäudes der ehemaligen Handelskammer in Troppau (jetzt Kulturhaus Petr Bezruč), das nach dem Entwurf des Architekten Leopold Bauer erbaut wurde.
Diese Zusammenarbeit wurde in den Jahren 1911–1913 an der Pfarrkirche St. Nikolaus in Bielsko-Biala und von 1913 bis 1915 an der Kirche St. Martin in Taschendorf (Tošovice) bei Fulnek fortgesetzt. Im Jahr 1914 rekonstruierte er die Fresken in der Wenzelskirche in Troppau.
Zdrazilas Arbeiten für die Stadt Freudenthal (Bruntál) gehen auf das Jahr 1926 zurück. In diesem Jahr schmückte er hier die Kapelle des Erzbischöflichen Knabenseminars Petrinum und zwei Jahre später schuf er hier die Wandgemälde hinter dem Hauptaltar der Piaristenkirche Unserer Lieben Frau vom Trost.
Zwischen 1928 und 1930 beteiligte er sich an der Ausschmückung der Kapelle des Heiligen Herzens der Kongregation der Barmherzigen Schwestern (III. Orden vom hl. Franziskus), dem sogenannten Franziskaneum in der Olmützer Straße in Troppau, jetzt Schule für Krankenschwestern.
In dieselbe Zeit fällt auch die Realisierung der Wandmalerei für die Dreifaltigkeitskirche in Troppau. Zwischen 1933 und 1935 beteiligte sich Zdrazil an der Dekoration der Geburtskirche des Hl. Johannes der Täufer in Skrochovice (bei Troppau).
Die Zusammenarbeit mit Leopold Bauer wurde von 1933 bis 1938 beim Bau der Kirche St. Hedwig in Troppau fortgesetzt, wo Zdrazila das Altarbild der Seitenkapelle schuf sowie die Freskenentwürfe für die Seitenaltäre und die Fassaden-Dekoration der Kirche entwarf.
Adolf Zdrazila war ein bedeutender schlesischer Maler und Grafiker des 20. Jahrhunderts, er wird als Vertreter der Heimatkunst bewertet
In seinen Arbeiten, die in großem Umfang in Deutschland, Österreich, Polen und der Tschechoslowakei ausgestellt wurden, dominiert die Landschaftsmalerei gegenüber der Porträtmalerei, dem Stillleben und der Sakralmalerei. Neben einer beträchtlichen Anzahl von Ölgemälden, Gouachen und Aquarellen schuf er eine Vielzahl von grafischen Blättern, hauptsächlich Holzschnitte in Farbe und Schwarzweiß, Radierungen und Kupferstiche. Seine Ansichten der Städte, Dörfer und Gebäude der Region Troppau und Freiwaldau haben heute einen hohen dokumentarischen Wert, da viele der dargestellten Gebäude nicht mehr existieren.

## Werke (Auswahl)
Seine Werke befinden sich im Schlesischen Landesmuseum in Opava, im Museum auf Schloss Bruntál, auf dem Schloss Hradec nad Moravicí, in der Galerie der Schönen Künste in Ostrava, im Heeresgeschichtlichen Museum in Wien, im Wien Museum und im Cleveland Museum of Art.

### Gemälde, Aquarelle und Holzschnitte

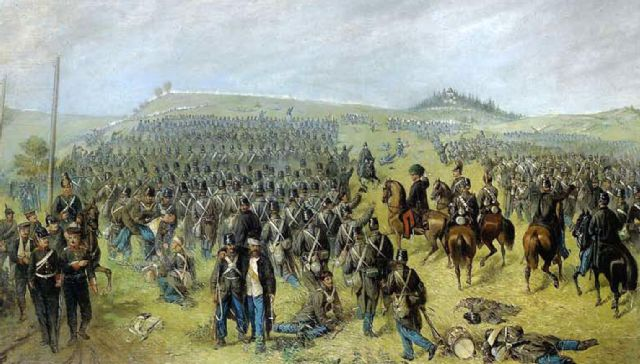
Sturm der Österreicher auf den Kapellenberg im Gefecht bei Trautenau am 27. Juni 1866

- Wassermühle (1886), Radierung, Schlesisches Landesmuseum
- Der Sturm der Österreicher auf den Kapellenberg im Gefecht bei Trautenau am 27. Juni 1866 (um 1890), Öl auf Leinwand[3][14]
- Dorf Poruba (1894), Aquarell, Schlesische-Heimat-Museum Klosterneuburg
- Mühle in Poruba (1895), Öl auf Holz, Privatsammlung
- Sonnenuntergang im Hafen (1899), Zeichnung, Privatsammlung
- Windmühle (1899), Zeichnung, Privatsammlung
- Herbstlandschaft (1900), Holzschnitt, Schlesisches Landesmuseum
- Birkenhain (um 1900), Farbholzschnitt, Privatsammlung
- Kleiner See (um 1900), Farbholzschnitt
- Zur Zeit der Heckenrosen sollt' ich seiner harren!, Farbholzschnitt[12]
- Windmühle bei Schlakau (Slavkov) (1900), Öl auf Leinwand, Schlesisches Landesmuseum
- Untergehende Sonne (1901), Staatsgalerie Wien
- Landschaft an der Goldoppa (Opavice) (1901), Öl auf Leinwand, Schlesisches Landesmuseum
- Landschaft mit Brücke (1904), Holzschnitt[12]
- Winter (1904), Farbholzschnitt, Schlesisches Landesmuseum[3][12]
- Porträt der Frau des Künstlers (1904), Öl auf Leinwand, Schlesisches Landesmuseum
- Haus in Breitenau (Bretnov) (1904), Aquarell, Schlesisches Landesmuseum
- Landschaft mit Rübezahl (1905), Holzschnitt, Schlesisches Landesmuseum[3][12]
- Silvester (1905), Radierung, Schlesisches Landesmuseum
- Mädchen in der Landschaft (um 1905), Öl auf Leinwand, Privatsammlung
- Ländliches Gehöft (1907), Aquarell, Schlesisches Landesmuseum
- Die alte Martinskirche in Taschendorf (Tošovice) (vor 1909), Schlesisches Landesmuseum[15]
- Ansicht von Troppau (um 1910), Radierung, Sammlung moderner Kunst der Burg Hradec nad Moravicí
- Sobek-Palast (Sobkův palác) in Troppau (1913), Aquarell, Schlesisches Landesmuseum
- Altes Rathaus in Troppau (1915), Aquarell, Schlesisches Landesmuseum
- Blick auf die Stadt Gorodok (1916), Öl auf Leinwand, Privatsammlung
- Monte San Gabriele (1918), Aquarell, Heeresgeschichtliches Museum in Wien
- San Mauro (1918), Aquarell, Heeresgeschichtliches Museum in Wien
- Olga (1918), Öl auf Holz, Privatsammlung
- Auf einer Bank im Park (1920), Öl auf Holz, Galerie der Schönen Künste in Ostrava
- Martha putzt Äpfel (1920er Jahre), Öl auf Holz, Privatsammlung
- Der historische Festzug bei der 700-Jahr-Feier der Stadt Zuckmantel in Schlesien (1924), Lithografie[16]
- Stillleben mit Zinnien (1926), Öl, Karton, Museum in Bielsko-Biala
- Stillleben mit Blumen und Brautbecher (1929)[17]
- Motiv aus dem Stadtpark (1930), Holzschnitt, Museum Bruntál
- Bauernwindmühle (1930), Holzschnitt, Museum Bruntál
- Friedhof in Troppau (vor 1931), Holzschnitt, Schlesisches Landesmuseum
- Landschaft bei Troppau (1936), Öl auf Holz, Privatsammlung
- Blick auf die Kirche St. Georg (1937), Holzschnitt, Schlesisches Landesmuseum
- Flusslandschaft[3]
- Sumpflandschaft, Öl auf Leinwand[18]
- Scheune mit Maisernte, Öl auf Holz[19]
- Frau in der Küche, Öl auf Leinwand, Schlesisches Museum[20]
- Oberer Platz in Troppau, Kaltnadelradierung[21]
- Pfarrkirche Troppau, Kaltnadelradierung[22]
- Stadtturm Troppau[23]

### Fresken, Glasfenster und Kirchenmalerei
- Mädchen in sonniger Landschaft (1901), Fresko am Haus in Troppau – Opava, Olomoucká 458/56
- Entwurf der Farbglasfenster für den Sitzungssaal des Gebäudes der ehemaligen Handels- und Gewerbekammer (1909–1910) in Troppau – Opava, Nádražní okruh 695/27, Aquarell, Schlesisches Landesmuseum (Allegorie der Goldschmiedekunst, Allegorie der Glasherstellung, Allegorie des Handels)
- Entwurf zur Ausschmückung der Pfarrkirche St. Nikolaus in Bielsko-Biala (um 1911), Aquarell, Schlesisches Landesmuseum
- Detail des Entwurfs des Lünettengemäldes für die Pfarrkirche St. Nikolaus in Bielsko-Biala (1913), Zeichnung, Schlesisches Landesmuseum
- Taufe Christi (1913), Glasmalerei, Kirche St. Martin in Taschendorf (Tošovice), Nordfenster des Querschiffs
- Die Gefangennahme Christi im Ölberggarten (1913), farbige Glasmalerei, Kirche St. Martin in Taschendorf (Tošovice), Südfenster des Querschiffs
- St. Martin teilt seinen Mantel mit einem Bettler (1914–1915), Öl auf Holz, Kirche St. Martin in Taschendorf (Tošovice)
- Melchisedech, Moses und Malachias (1914–1915), Wandmalerei, Kirche St. Martin in Taschendorf (Tošovice), Nordseite die Kirche
- Chor der Engel (1914–1915), Wandgemälde, Kirche St. Martin in Taschendorf (Tošovice), Muschel der Apsis
- Rekonstruktion der Fresken in der Kirche St. Wenzel in Troppau (1914)
- Kapelle des ehemaligen erzbischöflichen Knabenseminars Petrinum (1926) in Freudenthal, jetzt Bibliothek
- Wandgemälde hinter dem Hauptaltar der Piaristenkirche Unserer Lieben Frau vom Trost in Freudenthal (1928)
- Ausschmückung der Kapelle des Heiligen Herzens im Franziskaneum in Troppau – Opava, Olomoucká 470/86 (Haus D) (1928–1930)[24]
- Hauptaltarbild (1933–1935), Kirche der Geburt des hl. Johannes des Täufers in Skrochowitz (Skrochovice) bei Jägerndorf
- Altarbild der Seitenkapelle und die Fassaden-Dekoration der Kirche St. Hedwig in Troppau (1933–1938)
- Freskenentwürfe für die Kirche St. Hedwig in Troppau (1936), Zeichnung, Schlesisches Landesmuseum
- Entwurf eines Freskos für die Kirche St. Hedwig in Troppau (1936), Öl, Leinwand, Schlesisches Landesmuseum
- Freskenentwürfe für die Seitenaltäre der Kirche St. Hedwig in Troppau[25]

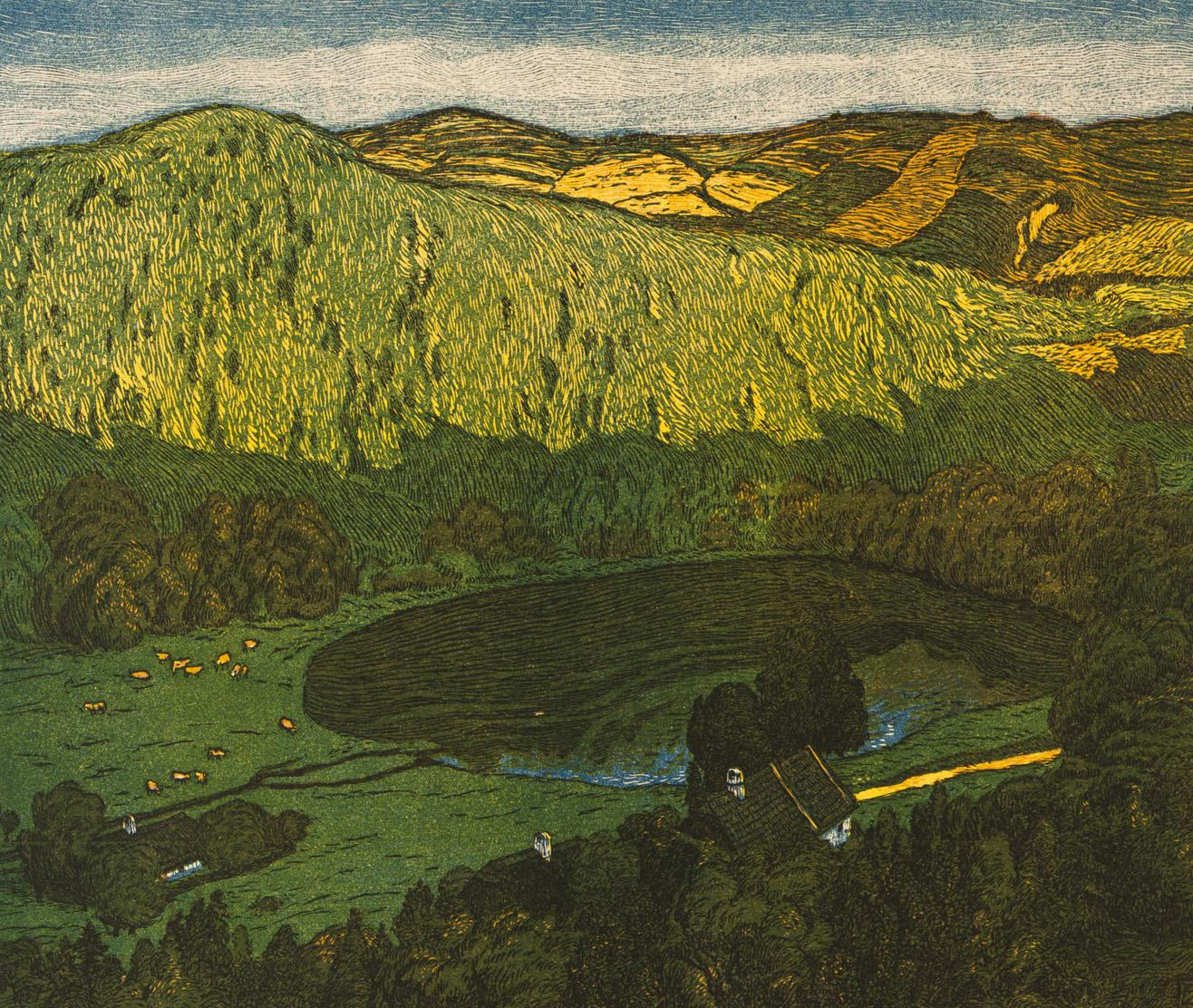
Kleiner See (1905)
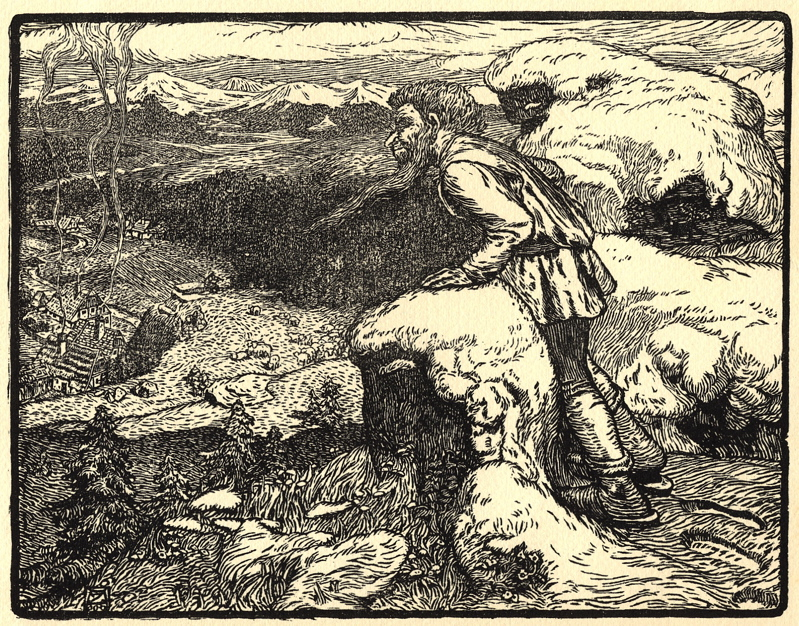
Landschaft mit Rübezahl (1905)
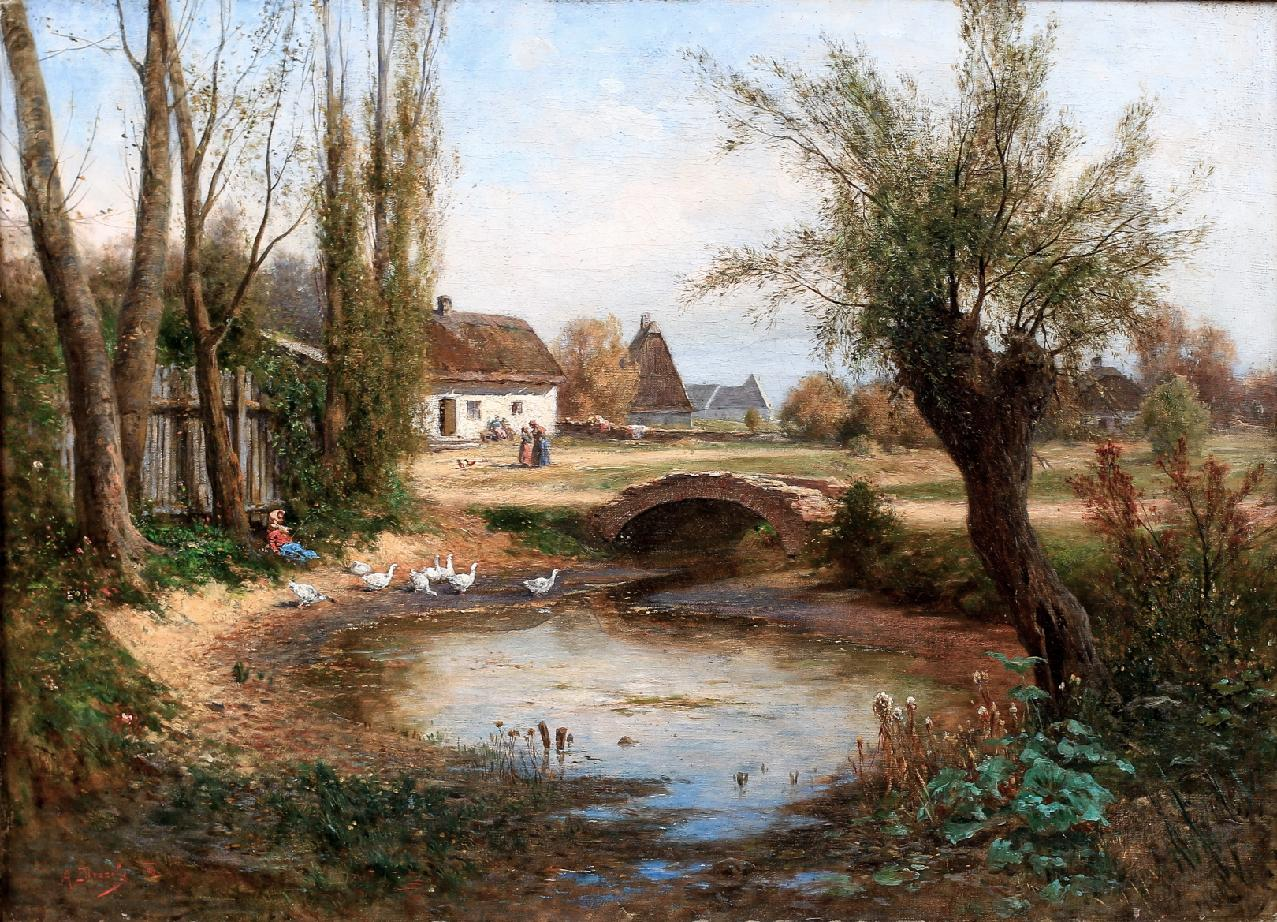
Ländliches Gehöft (1907)
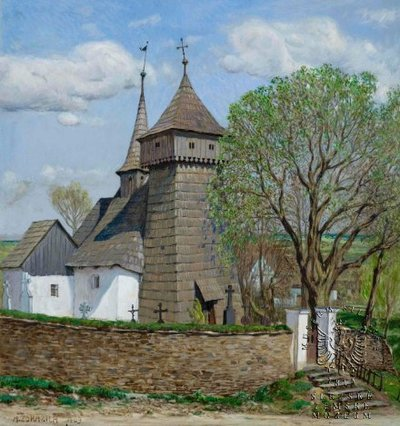
Alte Martinskirche in Tošovice (vor 1909)
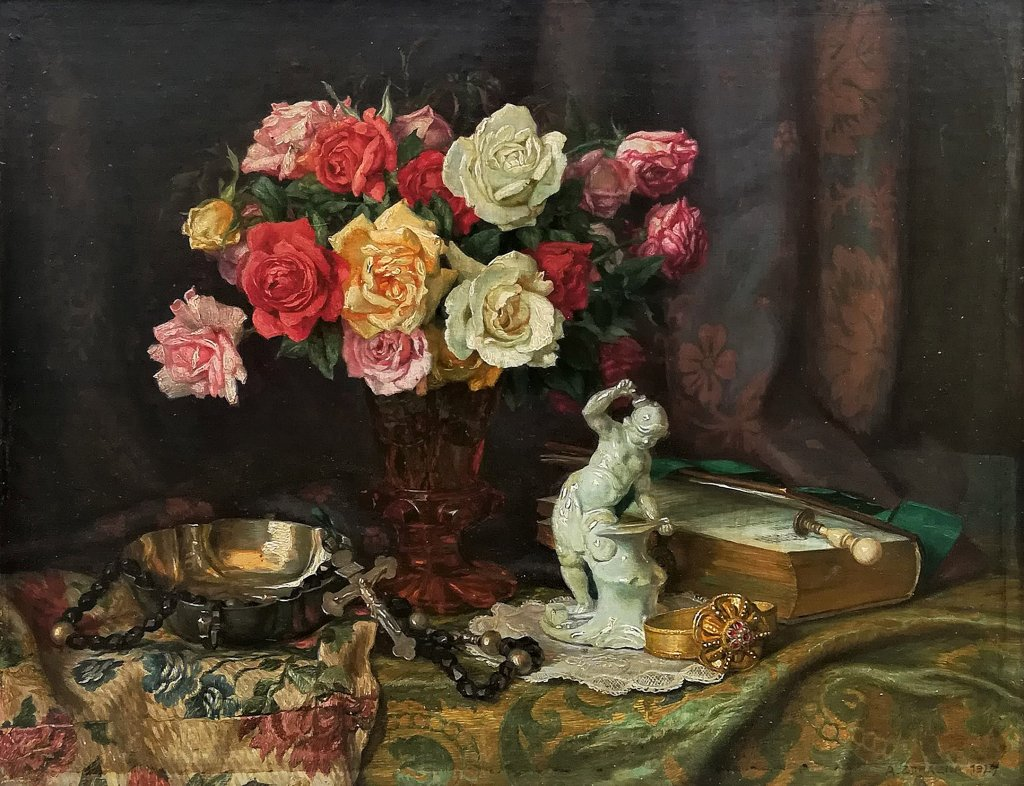
Stillleben mit Bumen und Brautbecher (1929)
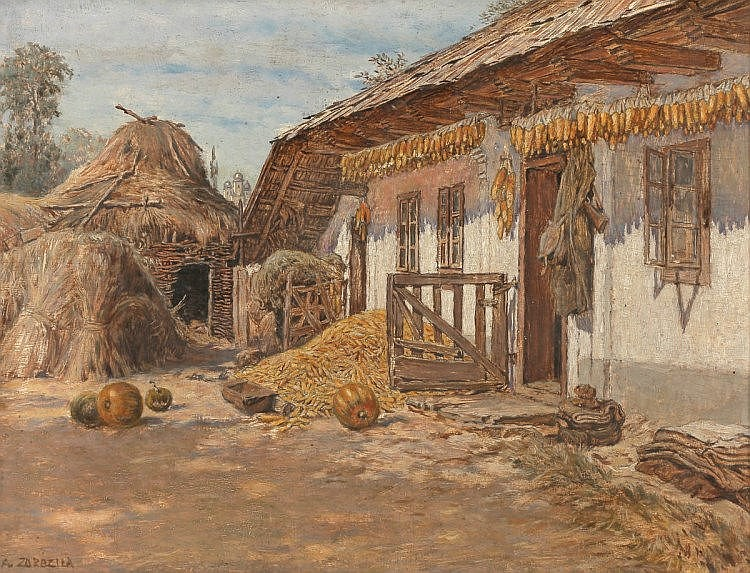
Scheune mit Maisernte

## Ausstellungen
Auswahl der Ausstellungen seiner Werke
- 1897: Einzelausstellung im Kunstgewerbemuseum in Troppau
- 1901: Teilnahme am VIII. Internationale Kunstausstellung in München
- 1902: Teilnahme an einer Ausstellung im Salon Pisko Wien
- 1902: Ausstellung im Museum für Angewandte Kunst in Wien
- 1907: Teilnahme an der Ausstellung der Wiener Secession
- 1911: Teilnahme an der internationalen Kunstausstellung in Rom
- 1918: Teilnahme an einer Gemeinschaftsausstellung im Landesmuseum Troppau
- 1921: Teilnahme an der Ausstellung der Vereinigung bildender Künstler Schlesiens im Landesmuseum
- 1922: Ausstellung mit Fritz Raida und Raimund Mosler im Landesmuseum
- 1923: Teilnahme an einer Gemeinschaftsausstellung im Landesmuseum
- 1924: Teilnahme an der Ausstellung der Vereinigung bildender Künstler Schlesiens
- 1925: Teilnahme an einer Ausstellung schlesischer Künstler im  Haus der Künste in Prag
- 1927: Teilnahme an der Ausstellung des Kunstrings im Haus der Künste in Mährisch-Ostrau
- 1927: Teilnahme an der Ausstellung der Vereinigung bildender Künstler Schlesiens im Landesmuseum
- 1927: Teilnahme an der Weihnachtsausstellung des Kunstvereins in Brünn
- 1928: Gemeinschaftsausstellung zum 60. Geburtstag im Landesmuseum
- 1930: Teilnahme an der Ausstellung der Vereinigung bildender Künstler Schlesiens
- 1935: Teilnahme an der Bundesausstellung in Jägerndorf
- 1937: Teilnahme an einer Ausstellung deutscher Kunst aus Privatbesitz im Landesmuseum
- 1937: Teilnahme an der Ausstellung Sudetendeutsche Kunstausstellung in Reichenberg und Berlin
- 1942: Teilnahme an der Ausstellung des Metznerbundes im Reichsmuseum in Troppau
- 1968: Einzelausstellung im Schlesischen Landesmuseum in Opava zum 100. Geburtstag
- 1992: Gemeinschaftsausstellung im Schlesischen Landesmuseum in Opava
- 2008: Ausstellung zu seinem 140. Geburtstag im Schlesischen Landesmuseum in Opava

## Illustrationen in literarischen Werken
- Camill Hoffmann: Adagio stiller Abende, Leipzig, Schuster & Loeffler, 1902, 109 S. (mit Holzschnitten von Adolf Zdrasila), siehe Online: PDF-Datei (abgerufen am 31. Oktober 2023)
- Josef Schwerdfeger: Troppauer Erinnerungen. Illustr. von Adolf Zdrasila. Troppau, Gollmann, 1922,  203 S.